# Hieroglyphodes occidentalis
Hieroglyphodes occidentalis är en insektsart som beskrevs av Roger Roy 1961. Hieroglyphodes occidentalis ingår i släktet Hieroglyphodes och familjen gräshoppor. Inga underarter finns listade i Catalogue of Life.